# Fritz Schröder-Jahn
Fritz Schröder-Jahn (* 13. Oktober 1908 in Görlitz; † 27. Dezember 1980 in Hamburg) war ein deutscher Hörspielregisseur, Schauspieler und Sprecher. Viermal wurde er mit dem Hörspielpreis der Kriegsblinden ausgezeichnet.

## Leben
Vor dem Zweiten Weltkrieg arbeitete Fritz Schröder-Jahn als Schauspieler, ab 1939 am Berliner Schillertheater unter Heinrich George. Nach Kriegsende kam er zu Radio Hamburg, dem späteren NWDR, als Ansager und Nachrichtensprecher. 1954 produzierte der NWDR zusammen mit dem SWF „das berühmteste Hörspiel der Rundfunkgeschichte“ Unter dem Milchwald von Dylan Thomas. Mit Philemon und Baucis (1956), Die Versuchung (1958), Der gute Gott von Manhattan (1958) und Nachtprogramm (1965) wurden Stücke von Fritz Schröder-Jahn mit dem Hörspielpreis der Kriegsblinden ausgezeichnet.
„Vor dem Krieg waren Hörspiele nicht mehr als telefonierte Theaterstücke“, erzählt Schröder-Jahn 1972 im Jahr seiner Pensionierung dem Telegraf. „Ich finde Hörspiel viel interessanter als Fernsehspiel; man kann seine Phantasie mehr spazieren führen. Außerdem ist beim Hörspiel möglich, was beim Theater und Fernsehen kaum möglich ist: Improvisieren. Dort muss alles nach Plan verlaufen, beim Hörspiel nicht. Meine Methode ist zum Beispiel, dass ich nach einer kurzen Verständigungsprobe gleich eine Aufnahme machen lasse. Anhand dieser Aufnahme kann ich dann mit den Schauspielern alles durchsprechen.“
Fritz Schröder-Jahn war „Erster Regisseur“ beim NDR. Sein Nachfolger wurde 1972 Hans Rosenhauer.

## Filmografie

### Regisseur
- 1953: Im Banne der Guarneri (Fernsehspiel)
- 1953: Die verschlossene Tür – Fernsehspiel
- 1954: Der Teufel fährt in der 3. Klasse – Fernsehspiel
- 1958: Biedermann und die Brandstifter (nach Max Frisch) – Fernsehspiel
- 1958: Der Fall de la Roncière – Fernsehspiel
- 1960: Die Verwandlung – Fernsehspiel
- 1960: Die Stunde der Antigone – Fernsehspiel
- 1961: Zeit der Schuldlosen – Fernsehspiel

### Schauspieler
- 1944: Eine kleine Sommermelodie – Regie: Volker von Collande
- 1953: Spiel mit dem Glück – Fernsehspiel – Regie: Peter A. Horn
- 1955: Die Galerie der großen Detektive – Fernsehserie, Folge: Pater Brown findet Daniel Boom
- 1960: Die Frau am dunklen Fenster
- 1961: Die toten Augen von London – Regie: Alfred Vohrer
- 1965: Dr. Murkes gesammelte Nachrufe – Regie: Rolf Hädrich
- 1966: Die Ermittlung – Regie: Peter Schulze-Rohr

## Hörspiele

### Bis 1950
- 1946: Ein Heiratsantrag (nach Anton Pawlowitsch Tschechow), mit Kurt Meister, Dagmar Altrichter, Heinz Erhardt -
- 1949: Paul Temple und die Affäre Gregory (von Francis Durbridge) – Regie zusammen mit: Eduard Hermann – mit René Deltgen, Annemarie Cordes, Heinz von Cleve, Peter René Körner
- 1949: Falsch verbunden (von Lucille Fletcher) – mit Annemarie Schradiek, Katharina Brauren, Herbert Steinmetz u. a.
- 1950: Die Reise nach Tilsit (nach Hermann Sudermann) – Gisela von Collande, Josef Dahmen, Hans Paetsch u. a.
- 1950: Die gekaufte Prüfung (von Günter Eich) – mit Hans Paetsch, Eduard Marks, Andreas von der Meden
- 1950: Ein Tag wie morgen 2: Der erste Februar 1950 (auch Sprecher) – mit Georg Eilert, Eduard Marks, Helga Feddersen

### 1951–1955
- 1951: Geronimo und die Räuber – mit Fritz Wepper, Max Walter Sieg
- 1951: Interview mit einem Stern – mit Hardy Krüger, Heinz Klevenow, Heinz Klingenberg
- 1951: Träume (von Günter Eich) – mit Erich Schellow, Annegret Lerche, Heinz Piper
- 1951: Der Teufel fährt im D-Zug mit (von Herbert Reinecker und Christian Bock) – mit Carl-Heinz Schroth, Jo Wegener, Franz Schafheitlin
- 1951: Der Weg zum Weltraumschiff. Hörfolge über die Entwicklung der Raketen (von Heinz Gartmann) – mit Heinz Piper, Georg Eilert, Max Walter Sieg
- 1951: Europa – Traum oder Wirklichkeit? – mit Hilde Krahl, Heinz Klevenow
- 1951: Vater braucht eine Frau (von Herbert Reinecker und Christian Bock) – mit Hans Paetsch, Hubert Fichte, Karin Lunau
- 1952: Menschen im Niemandsland – mit Heinz Klingenberg, Günther Dockerill
- 1952: Nicht nur zur Weihnachtszeit (von Heinrich Böll) – mit Heinz Rühmann
- 1952: Stranitzky und der Nationalheld – mit Hans Lietzau, Richard Münch, Erwin Linder
- 1952: Aus dem Leben eines Arztes. Der Chirurg Ferdinand Sauerbruch erzählt – mit Willy Maertens, Eduard Marks, Mirjam Ziegel-Horwitz
- 1952: Die große Masche – mit Wolfgang Wahl, Max Walter Sieg, Hardy Krüger
- 1952: Der Narr mit der Hacke – mit Benno Sterzenbach, Heinz Klingenberg, Werner Riepel
- 1952: Der König von Albanien (nach Josef Martin Bauer) – mit Helmuth Gmelin, Carl-Heinz Schroth, Max Walter Sieg, Franz Schafheitlin
- 1953: Die bitteren Wasser von Lappland – mit Josef Dahmen, Ruth Grossi
- 1953: Der glaubwürdige Lügner – mit Lotte Klein, Heinz Sailer
- 1953: Ich begegne meiner Frau (Ein Tag wie sonst) – mit Johannes Schauer, Jo Wegener
- 1953: Die Grasharfe – mit Gisela von Collande, Maria Fein
- 1953: Die grünen Weiden oder Sonntagsschule für Negerkinder – mit Hermann Schomberg, Karl Bockx
- 1953: Die Mädchen aus Viterbo – mit Eduard Marks, Karen Hüttmann, Inge Meysel
- 1953: Der Terminkalender – mit Heinz Klevenow, Rosemarie Gerstenberg
- 1953: John Walker schreibt seiner Mutter – mit Wolfgang Wahl, Lotte Klein, Max Walter Sieg
- 1954: Die Feuerinsel oder Die Heimkehr des Kapitäns Tizoni (auch Sprecher) – mit Erwin Linder, Hans Paetsch
- 1954: Die letzten vom Schwarzen Mann – mit Heinz Sailer, Helga Feddersen
- 1954: Karfreitag – mit Heinz Klingenberg, Alfred Mendler
- 1954: Das Jahr Lazertis – mit Hans Paetsch, Wilfried Seyferth
- 1954: Sabeth oder Die Gäste im schwarzen Rock – mit Eduard Marks, Gudrun Gewecke, Gisela von Collande
- 1954: Kein Lorbeer für Augusto – mit Gunnar Möller, Karen Hüttmann
- 1954: Hexenjagd – mit Günther Dockerill, Benno Sterzenbach, Marlene Riphahn
- 1954: Unter dem Milchwald – mit Gisela von Collande, Paul Bildt, Heinz Sailer, Inge Meysel
- 1954: Großer Strom und kleine Schleusen
- 1955: Philemon und Baucis – mit Paul Bildt, Hedwig Wangel
- 1955: Anita und das Existenzminimum – mit Bruni Löbel, Max Walter Sieg
- 1955: Das Atelierfest – mit Hermann Lenschau, Max Walter Sieg, Inge Meysel
- 1955: Heimkehr – mit Gisela von Collande, Eduard Marks, Ida Ehre
- 1955: Früher Schnee am Fluß – mit Hans Lietzau, Helmut Peine, Werner Riepel
- 1955: Der Automobilsalon – mit Hanns Lothar, Xenia Pörtner, Herbert Fleischmann
- 1955: Die Grenze – mit Lilli Schönborn, Paul Bildt, Hanns Lothar
- 1955: Der Passagier vom 1. November (nach Georges Simenon) – mit Hans Lothar, Walter Richter, Erwin Linder

### 1956–1960
- 1956: Die Vergessenen – Aufzeichnungen deutscher Juden
- 1956: Das Verhör des Lukullus – mit Ernst Schröder, Siegfried Lowitz
- 1956: Das Märchen – mit Johannes Riemann, Werner Finck, Ernst Fritz Fürbringer
- 1956: Olga 17 – mit Gisela von Collande, Paul Bildt, Rolf Boysen
- 1956: An den Ufern der Plotinitza – mit Joachim Teege, Hannelore Schroth
- 1956: Ahasver (auch Sprecher) – mit Paul Hoffmann, Liselotte Köster, Ludwig Cremer
- 1956: Der Gang durch den Wald – mit Gert Westphal, Wolfgang Wahl, Herbert Mensching
- 1956: Das goldene Rad – mit Paul Dahlke, Günter Pfitzmann, Anton Buchner
- 1956: Kreidestriche ins Ungewisse – mit Volker Lechtenbrink, Siegfried Lowitz, Eva Fiebig
- 1956: Rückreise – mit Oskar Werner
- 1956: Die Sekretärin – mit Gisela von Collande, Hermann Lenschau, Inge Meysel
- 1957: Alle, die da fallen – mit Tilla Durieux, Eduard Marks
- 1957: Die Spurlosen – mit Erich Schellow, Wolfgang Lukschy
- 1957: Die Brandung vor Setúbal – mit Elisabeth Flickenschildt, Gustl Halenke
- 1957: Die Bartschedel-Idee – mit Joachim Teege, Ann Höling, Heinz Klevenow
- 1957: Wir sind mitten in der Operation
- 1957: Die Versuchung – mit Erich Weiher, Gerd Martienzen
- 1957: Das Konzert – mit Leopold Biberti, Dagmar Altrichter, Karin Eickelbaum
- 1957: Kopfgeld – mit Heinz Klevenow, Rosemarie Gerstenberg, Heinz Klingenberg
- 1957: Ein Fall für Herrn Schmidt – mit Siegfried Lowitz, Benno Sterzenbach, Ida Fürstenberg
- 1957: Erinnerung an einen Feiertag
- 1957: Rückreise (Neuaufnahme) – mit Heinz Klevenow, Gerda Schöneich, Gerda Maria Jürgens
- 1958: Aktion ohne Fahnen (Drehbuch: Alfred Andersch, nach seinem Roman Sansibar oder der letzte Grund) – mit Hans Paetsch (Erzähler), Herbert Mensching (Konservator), Heinz Klevenow (Helander), Kurt Lieck (Knudsen), Klaus Kammer (Gregor), Werner Xandry (Küster)
- 1958: Der gute Gott von Manhattan (auch Sprecher) – mit Ernst Schröder, Horst Frank
- 1958: Der Nobelpreis – Sendung von Axel Eggebrecht über das Leben Carl von Ossietzkys
- 1958: Die Stunde des Huflattichs (1. Schlußfassung) – mit Kurt Stieler, Fritz Rasp, Edith Schultze-Westrum
- 1958: John Every oder Wieviel ist der Mensch wert? – mit Hans Hessling, Eva Bubat
- 1958: Nähe des Todes – mit Ludwig Cremer, Gisela von Collande, Hans Paetsch
- 1958: Die Saline – mit Erich Schellow, Ella Büchi, Marlene Riphahn
- 1958: Anne Frank – Spur eines Kindes – mit Gustl Halenke, Gertrud Kückelmann, Hans Paetsch
- 1958: Gott ist anders
- 1959: Montagfrüh
- 1959: Das Jahr Lazertis (Neuaufnahme)
- 1959: Das andere Zimmer – mit Rosel Schäfer, Hannes Messemer
- 1959: Flucht vor der Freiheit – mit Heinrich George, Wolfgang Wahl
- 1959: Ballwechsel – mit Klausjürgen Wussow, Gerd Martienzen
- 1959: Euridike – mit Solveig Thomas, Wolfgang Wahl
- 1959: Der Streichholzverkäufer oder Ein leichter Schmerz (auch Sprecher) – mit Gisela von Collande
- 1959: Der Unfall
- 1959: Der Doktor und die Teufel – mit Hans Lietzau, Wolfgang Wahl, Marion Degler
- 1959: Robinson und seine Gäste
- 1960: Der Albino (auch Sprecher) – mit Wolfgang Wahl, Wolfgang Büttner
- 1960: Ausnahmezustand – mit Wolfgang Büttner, Gisela von Collande
- 1960: Blick auf Venedig – mit Walter Richter, Horst Frank
- 1960: Winterreise – mit Horst Tappert, Lotte Klein
- 1960: Herrn Walsers Raben – mit Hanns Lothar, Elisabeth Flickenschildt, Lina Carstens
- 1960: Der Gang durch den Wald (Neuaufnahme)
- 1960: Zeit der Schuldlosen – mit Friedrich Siemers, Willy Trenk-Trebitsch, Herbert Fleischmann
- 1960: Ein ruhiges Haus – mit Solveig Thomas, Hermann Lenschau, Edith Heerdegen
- 1960: Der Reigenprozeß – oder: Die Kunst, Anstoß zu nehmen. Den Akten entnommene Hörfolge von Hans Rothe (auch Sprecher) – mit Horst Uhse, Anja Buczkowski, Friedrich von Bülow
- 1960: Richtige Weihnachten

### 1961–1965
- 1961: Jan Rys: Verhöre (NDR)
- 1961: Russisches Roulette – mit Hans Lietzau, Manfred Georg Herrmann
- 1961: Salto Mortale – mit Jürgen Goslar, Max Walter Sieg, Charlotte Kramm
- 1961: Dunkle Erbschaft, tiefer Bayou – mit Hans Lietzau, Gerda Schöneich, Inge Meysel
- 1961: Unterm Birnbaum (nach Theodor Fontane) – mit Heinz Klevenow, Agnes Fink, Tilla Durieux
- 1961: Dichter Nebel – mit Heinz Klevenow, Willy Maertens, Else Ehser
- 1961: Zeit der Schuldigen – mit Willy Trenk-Trebitsch, Herbert Fleischmann, Günter Pfitzmann, Eric Schildkraut
- 1961: 53 Schritte – mit Hannes Messemer, Kurt Ebbinghaus, Gerd Martienzen
- 1962: Knöpfe – mit Wolfgang Wahl, Gustl Halenke
- 1962: Der Gerechte
- 1962: Klopfzeichen – mit Wolfgang Wahl, Jo Wegener
- 1962: Konzert für vier Stimmen – mit Heinz Hilpert, Ruth Hausmeister
- 1962: Die Sprechanlage – mit Wolfgang Büttner, Hannes Messemer
- 1962: Gäste aus Deutschland – mit Kurt Ehrhardt, Gustl Halenke
- 1962: Die Expedition – mit Wolfgang Wahl, Maria Körber, Gerd Baltus
- 1962: Die Frau auf dem Wandschirm
- 1962: Der Sog – mit Wolfgang Wahl, Ruth Hausmeister, Gerda Gmelin
- 1962: Nocturno im Grandhotel – mit Heinz Klevenow, Ernst Fritz Fürbringer
- 1962: Lehmann – mit Peter Striebeck, Raimund Harmstorf, Andrea Dahmen
- 1962: Gefahr (von Richard Hughes) – mit Ernst Jacobi, Dinah Hinz, Paul Dahlke
- 1962: Die Übungspatrone – mit Klaus Kammer, Wolfgang Büttner, Josef Dahmen
- 1962: Ankommt eine Depesche – mit Marlene Riphahn, Fabian Wander, Eric Schildkraut
- 1962: Das Grab des Webers
- 1962: Der Totenkopfschwärmer – mit Klaus Höhne, Irmgard Först, Gerd Baltus
- 1963: Das steinerne Haus – mit Ida Ehre, Walter Kohut
- 1963: Mister Janus
- 1963: Der Simulant
- 1963: In der Sache J. Robert Oppenheimer – mit Dieter Borsche, Wolfgang Kühne, Hans Nielsen
- 1963: Bornhofer – mit Willy Maertens, Else Ehser, Heinz Reincke
- 1963: Der Zeuge – mit Wolfgang Wahl, Gertrud Kückelmann
- 1963: Haussuchung – mit Wolfgang Büttner, Karl-Heinz Gerdesmann, Renate Heilmeyer, Walter Jokisch
- 1963: Das Obdach – mit Hanns Lothar, Joseph Offenbach, Manfred Steffen
- 1963: Die alte Leier – mit Heinz Hilpert, Kurt Ebbinghaus
- 1963: Zwischenlandung – mit Jochen Schmidt, Heinz Klevenow, Henry Vahl
- 1963: Der Rekordspieler
- 1963: Gespräch in Sizilien
- 1964: Tal der Finsternis – mit Tilla Durieux
- 1964: Die Stunde des Huflattichs (2. Schlußfassung)
- 1964: Rahmeck schlägt Alarm oder Wohin einen Menschen die Verantwortung treibt – mit Heinz Klevenow, Elsa Wagner
- 1964: Nachtprogramm – mit Hans Clarin, Wolfgang Büttner
- 1964: Monolog – mit Wolfgang Büttner, Gisela Mattishent
- 1964: Das Schiff Esperanza – mit Heinz Klevenow, Stefan Wigger, Hans-Christian Blech, Heinz Schimmelpfennig
- 1964: Der Gesandte – mit Hans Paetsch, Rosel Schäfer
- 1964: Das Eis von Cape Sabine – mit Günther Neutze, Benno Sterzenbach, Hanns Lothar
- 1964: Die Zwerge – mit Ernst Ronnecker, Heinz Reincke, Hanns Lothar
- 1964: Ein Wintermärchen (nach William Shakespeare)
- 1965: Hochzeitsreport – mit Loni von Friedl, Konstantin Paloff
- 1965: Alle Vöglein alle – mit Lucie Mannheim, Helmut Peine, Heinz Klevenow
- 1965: Das Sterben der Silberfüchse – mit Hans Quest, Rolf Boysen, Walter Klam
- 1965: Aufstand der Fahrräder – mit Hans Clarin, Horst Michael Neutze, Jo Wegener
- 1965: Franta – mit Hans Putz, Edith Heerdegen, Manfred Inder

### 1966–1970
- 1966: John Every oder Wieviel ist der Mensch wert? (Neuaufnahme) – mit Hans Hessling, Eva Bubat
- 1966: Man wird sehen – mit Helmut Griem, Hans Paetsch
- 1966: Die Schläfer – mit Hans-Christian Blech, Peter Lühr, Manfred Steffen
- 1966: Der Bräutigam – mit Lucie Mannheim, Herbert Fleischmann, Joachim Wolff
- 1966: In der Regenwolke
- 1966: Die Straßen von Pompeji – mit Marlene Riphahn, Gert Westphal, Sabine Sinjen
- 1966: Philoktet – mit Heinz Klevenow, Rolf Boysen, Joachim Ansorge
- 1966: Der fünfte zum Bridge
- 1967: Nasrin oder Die Kunst zu träumen – mit Klaus Schwarzkopf, Hans Putz
- 1967: Spiegeltiger – mit Eva Katharina Schultz, Wolfgang Büttner
- 1967: Kevin Hewster Zomala – mit Wolfgang Wahl, Peter Beil
- 1967: Gemischte Gefühle – mit Herbert Fleischmann, Gerd Martienzen, Horst Michael Neutze
- 1967: Abendliche Häuser – mit Klausjürgen Wussow, Agnes Windeck, Herbert Mensching
- 1967: Abendkurs – mit Gerd Baltus, Annemarie Schradiek, Ruth Hellberg
- 1967: Der Rekordspieler (Neuaufnahme) – mit Klaus Schwarzkopf, Rolf Nagel, Gerd Martienzen
- 1967: Pastorale 67 – mit Horst Bollmann, Horst Frank,  Carl Lange
- 1967: Der Obolus – mit Wolf Fres, Peter Kner, Florian Kühne
- 1967: Ohn' warum
- 1968: Der Engel auf dem Bahnhof
- 1968: Besondere Kennzeichen: Keine
- 1968: Vater und Lehrer – mit Walter Richter, Uwe Friedrichsen
- 1968: Ferien in Florida – mit Siegfried Lowitz, Bruni Löbel, Walter Klam
- 1968: Ein Polizist kommt selten allein
- 1969: Sprechstunde – mit Wolfgang Büttner, Otti Schütz
- 1969: Requiem für Meister Slavko
- 1969: Maxine – mit Joana Maria Gorvin, Horst Frank
- 1969: Unser Mann in Madras – mit Wolfgang Wahl, Evi Gotthardt
- 1969: Nacht und Nebel – mit Horst Frank, Katharina Brauren, Eduard Marks
- 1970: Die Tochter – mit Wiebke Paritz, Wolfgang Büttner
- 1970: Verlorene Illusionen – mit Jürgen Goslar, Peter Weis
- 1970: Die blaue Küste – mit Dieter Borsche, Ruth Hausmeister, Ullrich Faulhaber
- 1970: Lockvogel
- 1970: Abrichter

### Ab 1971
- 1971: Straße des Eulenspiegel – mit Hans Lietzau, Heiner Schmidt, Hans Helmut Dickow
- 1971: Attentat auf das Pferd des Brasilianers Joao Candida Bertoza – mit Helmut Griem, Hans Paetsch, Gerd Martienzen
- 1971: Das Experiment
- 1971: Schüsse im Dunkeln – mit Horst Michael Neutze, Friedrich Siemers, Irene Marhold
- 1971: Das Schlangennest – mit Marlene Diekhoff, Siegfried Woitinas, Horst Tappert
- 1972: Bilanz – mit Hans Stadtmüller, Therese Giehse
- 1972: Besser gar nicht als spät – mit Paul Dahlke, Horst Michael Neutze, Manfred Steffen
- 1973: Papa, Charly hat gesagt: Reiten, ein Volkssport – mit Gert Haucke, Peter Heeckt
- 1974: Die Hauptsache
- 1975: Die verwegenen Spiele am Rothenbaum (von Franz Hiesel) – mit Herbert Fleischmann, Edgar Hoppe
- 1976: Bouvard und Pécuchet
- 1977: Dinge
- 1977: Die Schwedenchronik
- 1977: Das Fenster
- 1978: Das Kleinschwein oder Zickmeiers verschlungene Wege
- 1978: Bellinzona – mit Traudel Sperber, Manuel Ponto
- 1978: Wunschfigur
- 1978: Lange Leitung – mit Gerlach Fiedler, Christa Lorenz

### Nur als Sprecher
- 1949: Goethe erzählt sein Leben (17. Teil: Das Gartenhaus - Der Beamte. Erste Weimarer Jahre) von Hans Egon Gerlach – Titelrolle und Regie: Mathias Wieman, mit Horst Caspar, Maria Wimmer
- 1949: Der Schmuck (Georges Loisel) – Regie: Otto Kurth, mit Dagmar Altrichter, Helmut Peine, Kurt Meister
- 1955: Das schönste Fest der Welt (nach Siegfried Lenz) (Barbirolli) – Regie: Hans Gertberg, mit Richard Münch, Heinz Reincke
- 1956: Am grünen Strand der Spree (von und mit Hans Scholz) (Dr. Förster / O II) – Regie und Darsteller: Gert Westphal, mit Ludwig Cremer, Heinz Klingenberg, Wolfgang Hofmann
- 1958: Die schwarze Wolke, nach Fred Hoyle (Marlowe) – Regie: Marcel Wall-Ophüls, mit Hans Söhnker, Hans-Christian Blech
- 1965: Die Ermittlung – Oratorium in 11 Gesängen (Angeklagter) – Regie: Peter Schulze-Rohr, mit Fritz Straßner, Herbert Fleischmann
- 1968: Wengs Verteidigung (Weng) – Regie: Peter Michel Ladiges, mit Günther Neutze, Robert Rathke, Barbara Nüsse
- 1969: Fünf Finger machen eine Hand (Todd) – Regie: Heiner Schmidt, mit Hans-Peter Hallwachs, Arnulf Schumacher
- 1977: Jelka: Dichtung und Wahrheit – Regie: Ursula Langrock, mit Ivana Milan, Liane Hielscher
- 1977: Mann über Bord (Kapitän) – Regie: Andreas Weber-Schäfer, mit Joachim Ansorge, Susanne Barth
- 1977: Jelka: Brüder, das Sterben verlacht – Regie: Ursula Langrock, mit Ivana Milan, Liane Hielscher
- 1977: Jelka: So was können wir hier nicht gebrauchen – Regie: Ursula Langrock, mit Ivana Milan, Liane Hielscher